# Omphisa illisalis
Omphisa illisalis is een vlinder uit de familie van de grasmotten (Crambidae). De wetenschappelijke naam van deze soort is voor het eerst voorgesteld als Botys illisalis door Francis Walker in een publicatie uit 1859.

## Verspreiding
De soort komt voor in India (Assam, Meghalaya, de Andamanen) en Sri Lanka.

## Waardplanten
De rups leeft op Ipomoea batatas (Convolvulaceae).